# Station Carbonne
Station Carbonne is een spoorwegstation in de Franse gemeente Carbonne.
Het station werd geopend in 1860.